# Henri Dabfontaine-Deum
Henri Dabfontaine-Deum (1820–1876), est un professeur et historien belge.
Il est notamment l'auteur d'une Histoire de Léopold Ier, roi des Belges, et d'une Histoire des croisés belges.

## Publications
- Histoire de Léopold Ier, roi des Belges, Société des bonnes lectures, Bruxelles, 1846 (lire en ligne).
- Histoire des croisés belges (2 volumes), Société des bonnes lectures, Bruxelles, 1846 (lire en ligne).